# قوی شیپورچی
قوی شیپورچی یا قوی ترومپت‌زن (نام علمی: Cygnus buccinator) بزرگ‌ترین پرنده آبزی جهان، سنگین‌وزن‌ترین پرنده آبزی بومی آمریکای شمالی و بزرگترین قوی موجود بر روی زمین است. قوی شیپورچی خویشاوند نزدیک قوی فریادکش است که بر خلاف دومی که در اوراسیا زندگی می‌کند، این پرنده در آمریکای شمالی یافت می‌شود. جمعیت این پرنده در ۱۹۳۵ به کم‌تر از ۱۰۰ عدد رسیده بود اما اکنون بیش از ۵۰۰۰ عدد از آن‌ها در کانادای غربی و شمال غربی آمریکا وجود دارند.

## توصیف ظاهری
قوی شیپورچی دارای بزرگترین جثه در میان همه پرندگان آبزی است. طول بدن قوهای بالغ میان ۱۳۸ تا ۱۶۵ سانتی‌متر است و نرهای بالغ بزرگ می‌توانند تا ۱۸۰ سانتی‌متر نیز رشد کنند. وزن پرنده بالغ ۷ تا ۱۳٫۶ کیلوگرم است که در نرها میانگین وزنی ۱۱٫۹ کیلوگرم و در ماده‌ها ۹٫۴ کیلوگرم است. طول بال‌های باز شده این پرنده ۲۵۰-۱۸۵ سانتی‌متر است. بزرگ‌ترین قوی شیپورچی نر دیده شده ۱۸۳ سانتی‌متر طول و ۱۷٫۲ کیلوگرم وزن داشت و طول بال‌های بازشده آن به ۳٫۱ متر می‌رسید.

## گستره و پراکندگی
این قو در مرداب‌های کم‌عمق و رودهای با سرعت آب کم در مناطق شمال‌غربی و مرکزی آمریکای شمالی زندگی و تخم‌گذاری می‌کند. بیشترین تعداد این قوها در آلاسکا یافت می‌شوند. گروه‌هایی از این پرنده در کرانه‌های اقیانوس آرام به مهاجرت می‌پردازند. آن‌ها در هنگام مهاجرت به صورت حرف انگلیسی V به پرواز می‌پردازند. در زمستان آن‌ها به مناطق جنوبی کانادا، مناطق شرقی شمال‌غرب ایالات متحده، به ویژه منطقه حیات وحش رد راک لیکس در مونتانا، و شمال ایالت واشنگتن می‌روند.